# Česká arktická výzkumná stanice Josefa Svobody
Česká arktická výzkumná stanice Josefa Svobody je česká výzkumná stanice v Arktidě na souostroví Špicberky. Stanice je majetkem Jihočeské univerzity v Českých Budějovicích a dostala jméno po česko-kanadském polárním ekologovi Josefu Svobodovi. Byla vystavěna za pomoci projektu MŠMT CzechPolar. Stanice je využívána českými i zahraničními vědci a poskytuje podporu a vědecké zázemí pro výzkum na Špicberkách.

## Součásti

### Payerův dům v Longyearbyenu
Hlavní součást České arktické výzkumné stanice se nachází ve správním centru Špicberk, Longyearbyenu a je pojmenována po polárníkovi Juliu Payerovi. Dům byl pořízen v roce 2013 a v roce 2014 byla dokončena přestavba na vědeckou stanici. Kapacita této části stanice je 8 vědců. K dispozici jsou dvě laboratoře vybavené mikroskopy a základním vybavením pro zpracování vzorků. Dům také disponuje veškerým bezpečnostním vybavením potřebným pro práci na Špicberkách, také dvěma sněžnými skútry a terénními automobily.

### Terénní stanice Nostoc v zátoce Petunia
Terénní stanice je lokalizována na pobřežní terase zhruba 60 km severovýchodně od města Longyearbyen, poblíž ruského hornického města Pyramiden. Jméno stanice odkazuje na rod sinic Nostoc, který je mimo jiné předmětem studia vědců z Přírodovědecké fakulty Jihočeské univerzity v Českých Budějovicích, kteří stanici pro svou práci využívají. Stanici tvoří 4 dřevěné kontejnery (kuchyně, laboratoř a dvě ložnice) propojené centrálním vytápěným stanem, který slouží jako společenská místnost a jídelna. Posádku může tvořit až 12 vědců, kteří pro svou terénní práci využívají gumové čluny. Stanice je využívána v letní sezóně.

### Výzkumná loď Clione
Loď Clione, pojmenovaná po zadožábrém plži valovce severní (Clione limacina), má délku 15 metrů a slouží jako expediční a logistická podpora výzkumu v oblasti Špicberk. Interiér lodi je tvořen 3 kajutami, plně vybavenou kuchyní a pohodlným salónem spojeným s kormidelnou. Kapacita lodi  je maximálně 6 osob - z toho 2 členové posádky.  Průměrná cestovní rychlost je 6 uzlů.
Vyloďování na břeh během terénního výzkumu umožňuje pomocný nafukovací člun s kapacitou 6 osob. Na loď je možno instalovat mnoho vědeckých měřících zařízení. Loď je vybavena hydraulickým jeřábem a také platformou pro umístění a připojení sonarů pro studium reliéfu mořského dna.

## Výzkum
Výzkumná činnost vědců využívající stanici zahrnuje následující vědní obory:
- botanika
- ekologie
- geologie
- klimatologie
- mikrobiologie
- parazitologie
- zoologie

Stanici využívají jak vědci z Přírodovědecké fakulty Jihočeské univerzity v Českých Budějovicích, tak i vědci z České zemědělské univerzity v Praze, Akademie věd České republiky a stanice poskytuje zázemí i vědcům ze zahraničních institucí.

## Galerie

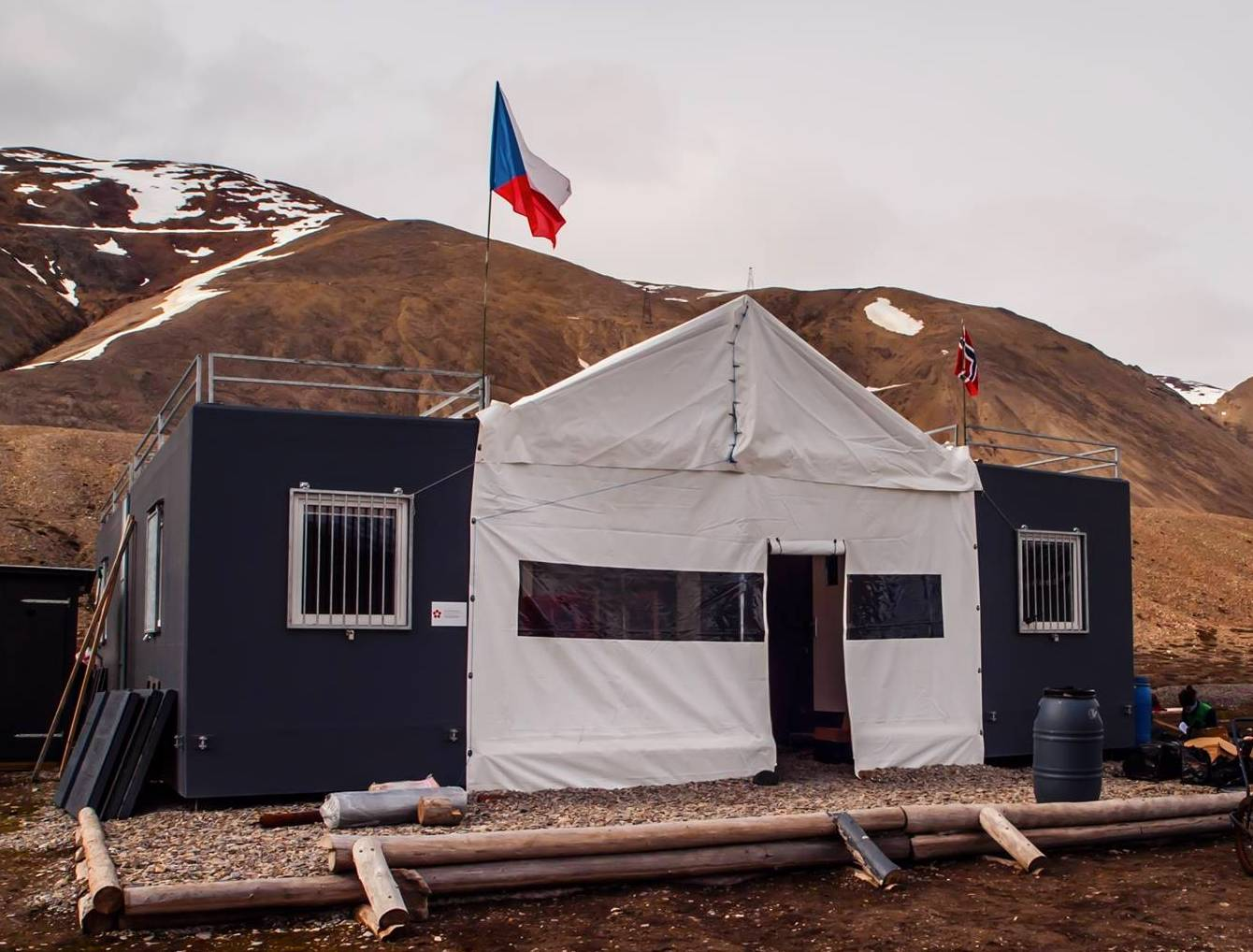
Terénní stanice Nostoc
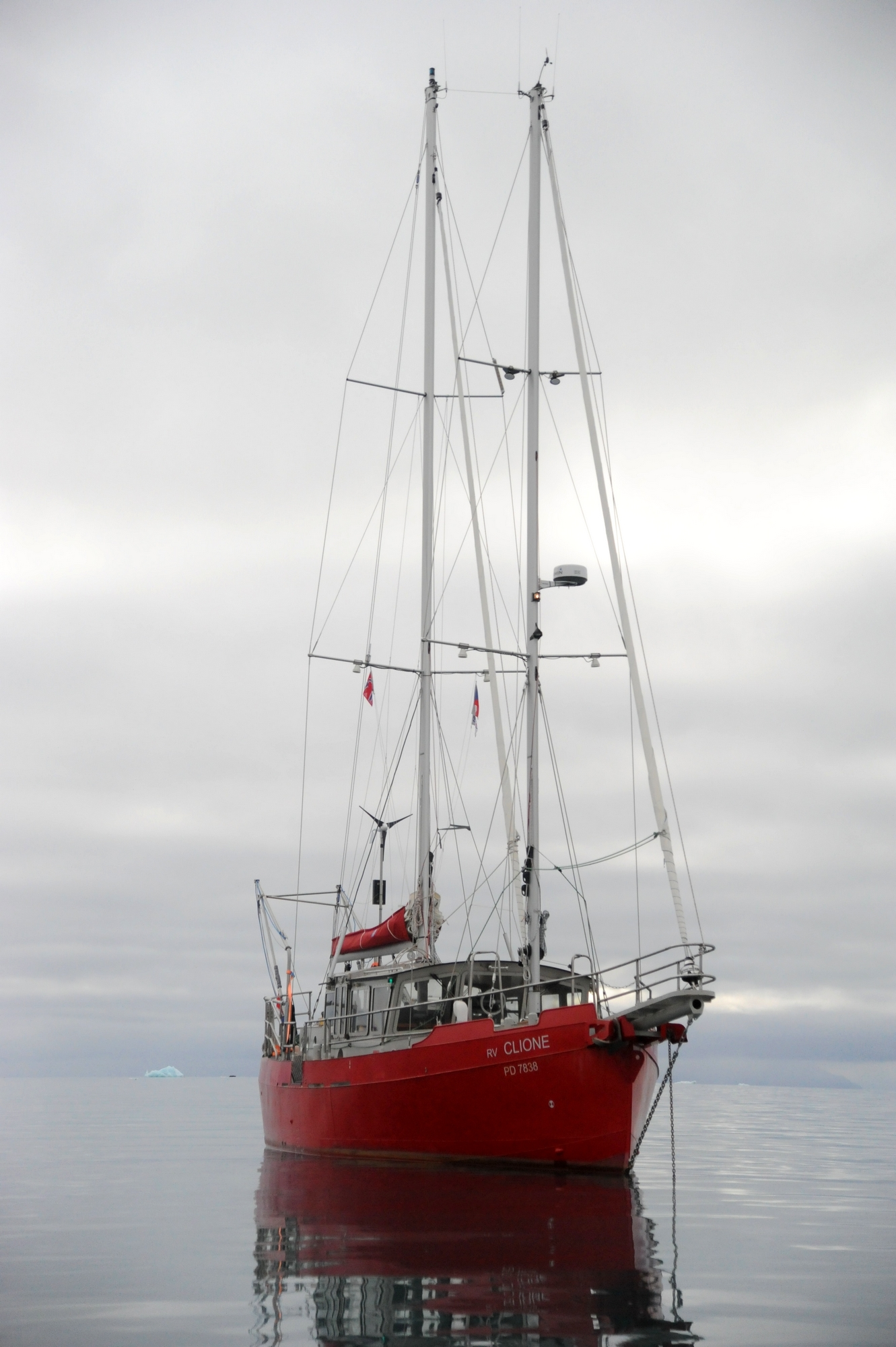
Výzkumná loď Clione